# Sven Rydman
Sven Vilhelm Gabriel Rydman, född 27 maj 1885 i Västerås-Barkarö socken, död 30 november 1974 i Lidingö församling, var en svensk militär.
Sven Rydman var son till arrendatorn Sven Rydman. Han avlade mogenhetsexamen i Västerås 1905, blev underlöjtnant vid Västmanlands regemente 1907, övergick 1912 till Intendenturkåren samt blev major 1928 och överstelöjtnant 1935. Han var regementsintendent vid Gotlands artillerikår 1912–1917 och vid Intendenturkompaniet i Stockholm 1917–1918 samt adjutant hos generalintendenten 1919–1926, under vilken tid han även tjänstgjorde som lärare vid militärförvaltningskursen. Efter ett par år som regementsintendent vid Svea livgarde var han 1927–1934 chef för mobiliseringsavdelningen vid Arméförvaltningens intendentsdepartement och 1934–1936 fästningsintendent i Boden. Rydman var sekreterare i utrustningskommissionen 1920–1934. Han tog avsked 1936 för att bli vice generalsekreterare i Svenska röda korsets överstyrelse och var generaldirektör där 1943–1947. Han blev överste i armén 1946 och förordnades 1947 till generalkommissarie för den frivilliga sjukvården i krig med samtidig tjänst som ordförande i centralrådet för den frivilliga sjukvårdspersonalen. Sven Rydman är begravd på Lidingö kyrkogård.